# Pleun Verhoef
Pleun Verhoef (Vianen, 30 november 1919 - Makkum, Wonseradeel, 6 juli 1944) was een Engelandvaarder, geheim agent en blikwerker.

## Jeugd
Verhoef groeide op in Vianen, als enige zoon van Hendrika Meijwaard (Vianen, 1892) en de grondwerker Bastiaan Verhoef (Vianen, 1893). 
Na de ambachtsschool werkte Pleun  Verhoef in de blikfabriek van Verblifa NV in Utrecht.

## Militaire dienst

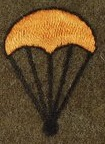
Para Wings van de Prinses Irene Brigade, parachutistencompagnie "Noothoven van Goor"

Als dienstplichtig militair was hij tijdens de mobilisatie ingedeeld in het 6e Regiment Infanterie, dat in de meidagen van 1940 vocht bij Breda. Zijn eenheid werd teruggedreven richting de grens met België. En na de capitulatie is Verhoef in een grote groep via België en Frankrijk naar Engeland gegaan. Vanuit Devonport werden deze militairen overgebracht naar kamp DanYGraig in Porthcawl (Wales), daarna zijn de manschappen naar Congleton verplaatst en vervolgens waren zij langere tijd gevestigd in  Wrottesley Park (bij Wolverhampton). Verhoef werd ingedeeld bij de paratroopers van de Prinses Irene Brigade, met goed gevolg. In oktober 1941 werd hij getraind in het gebruik van explosieven. En vanaf 2 april 1942 zat hij op diverse training schools van SOE; later viel hij onder het in het voorjaar van 1944 opgerichte Bureau Bijzondere Opdrachten (BBO), waarmee de (Nederlandse) N-section van SOE nauw samenwerkte.

## Missie

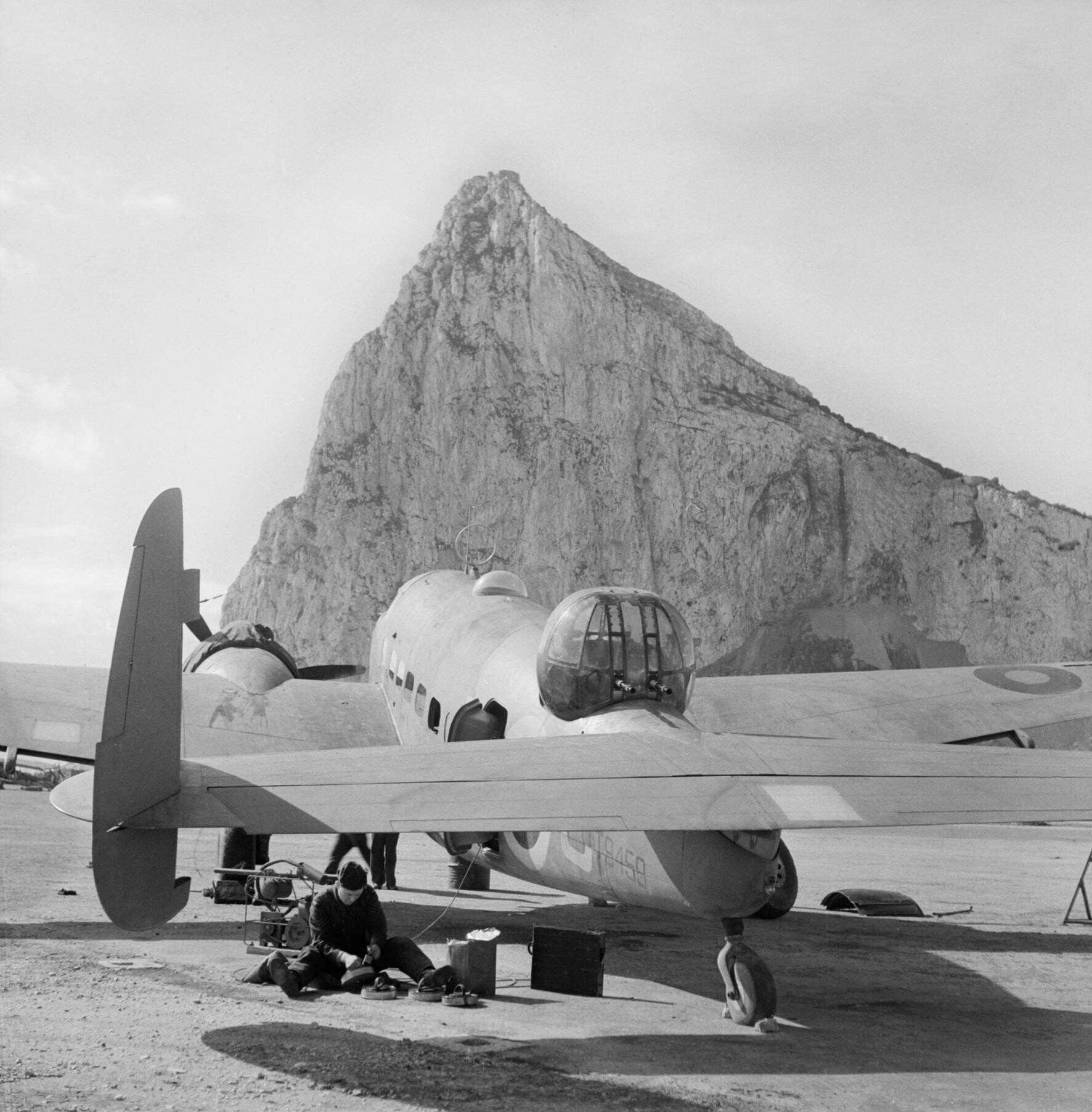
Een Lockheed Hudson bij de Rots van Gibraltar

Met de opdracht om namens BBO contact te leggen met de Raad van Verzet vertrok Pleun Verhoef in de nacht van 5 op 6 juli samen met Jan Bockma vanaf RAF Tempsford. Bockma was zijn wireless operator. Aan boord van de Hudson FK790 (MA-R) bevond zich een tweede SOE-team, bestaande uit de Nederlandse agenten Johannes Walter en Pieter Kwint die sabotage- en spionageactiviteiten moesten ontplooien in Duitsland. Zij zouden allen boven de dropping zone Appelsche heide bij Nijkerk worden geparachuteerd.
Het toestel van het 161 Squadron RAF werd gevlogen door de ervaren piloot flight lieutenant J.W. Menzies en zijn vaste bemanningsleden flight officer K.R. Bunney (navigator), sergeant E.M. Elliot (boordschutter) en sergeant D.J. Withers (radio-operator). De Lockheed Hudson vloog ongeveer 15 meter boven de Noordzee en kwam ter hoogte van Vlieland en Terschelling boven de Nederlandse Waddenzee. Om onduidelijke redenen heeft het toestel plots hoogte gewonnen en werd het van onderaf met een 20 mm-kanon beschoten door de boordschutter van een Messerschmitt Bf 110G-4 met 3 bemanningsleden. Dit Duitse jachtvliegtuig was na een alarmoproep tegen 0100 uur ter onderschepping opgestegen vanaf Fliegerhorst Leeuwarden.
De Hudson FK790 stortte vlak bij de afsluitdijk, zo’n 4 kilometer ten zuidwesten van Kornwerderzand, in het IJsselmeer neer. Geen van de inzittenden overleefde de crash.
De Duitse geheime diensten in Nederland wisten via een lek in het SOE-radioverkeer dat deze vlucht zou komen. Het toestel had pas mogen worden neergeschoten nadat de agenten waren geparachuteerd, zodat zij gevangen genomen zouden kunnen worden; maar dat bevel had de Duitse bemanning volgens de piloot, Feldwebel Lahmann, niet bereikt.

## Begrafenis inzittenden en berging toestel

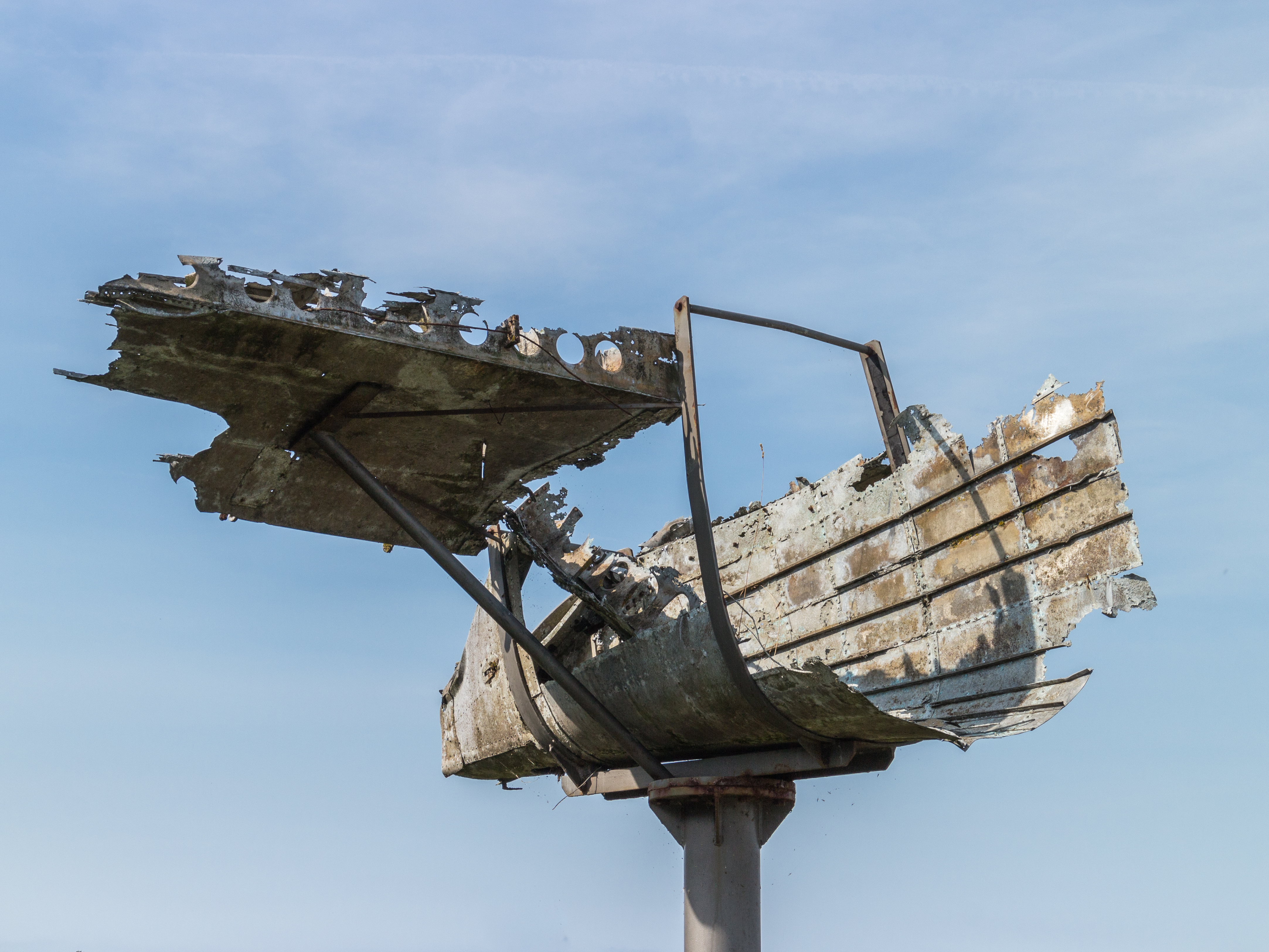
Het staartstuk van de geborgen Lockheed Hudson FK790

Zes bemanningsleden en SOE-agenten – waar Verhoef niet toe behoorde – werden in de dagen na de crash gevonden door vissers. Na onderzoek door een Duitse arts in het bijzijn van een Nederlandse politieagent die betrokken was bij het verzet zijn zij begraven bij de Nederlands Hervormde kerk in het nabijgelegen Makkum. In hun kleding en bagage zaten grote sommen Nederlands, Belgisch en Frans geld, code-gedichten, one-time pads, een pistool, munitie en radiokristallen.
In 1997 heeft de Koninklijke Marine het toestel geborgen. In de cockpit werden de stoffelijke resten van de nog vermiste piloot John Menzies aangetroffen. Hij is in oktober 1998 bij de overige bemanningsleden begraven op de begraafplaats in Makkum.
Pleun Verhoef is na de oorlog met begraven in Vianen; een deel van zijn lichaam was op 21 november 1945 geborgen. Net als van Menzies werden de overige stoffelijk resten van Verhoef pas in 1997 uit het vliegtuigwrak gehaald. Zijn naam staat in Vianen op het oorlogsmonument, evenals op het Verblifa-monument in Krommenie. Hij staat vermeld op het paneel van het Engelandvaardersmonument in de kapel bij het Ereveld in Loenen.

## Onderscheidingen
Voor zover bekend is aan Pleun Verhoef geen onderscheiding toegekend voor zijn werk voor SOE en BBO. Wel staat hij vermeld op de Erelijst van gevallenen 1940–1945.